# 奧克菲爾德 (緬因州)
奧克菲爾德（英語：Oakfield）是一個位於美國緬因州阿魯斯圖克縣的市鎮。

## 人口
根據2020年美國人口普查的數據，奧克菲爾德的面積為93.04平方千米，當中陸地面積為91.07平方千米，而水域面積為1.97平方千米。當地共有人口661人，而人口密度為每平方千米7人。